# SORM
调查行动用系统（SORM）是俄罗斯当局用于合法监听电话、电子邮件、互联网活动等信息的系统，建立于1995年，目前已经发展到第三代，具有深度包检测能力。俄罗斯的互联网服务提供商必须安装该系统，费用自负。俄罗斯也在向国外出口该监控系统。

## 事件
2019年8月25日，一位名叫Leonid Evdokimov的俄罗斯安全研究员在一次演讲中透露，一些SORM设备一直在互联网上泄露数据，这些设备有的甚至没有设置密码保护，在演讲结束后一天，这些设备不再向公网开放。